# Кесада пасьега
Кесада пасьега (исп. Quesada pasiega) — типичный десерт испанского региона Кантабрия, комарки Лос-Вальес-Пасьегос. Название quesada происходит от слова queso, означающего «сыр».
Это одно из самых известных блюд кантабрийской кухни, также известное как «Испанский кантабрийский чизкейк» из-за его текстуры и внешнего вида, схожего с чизкейком или пудингом. 
Первые упоминания о блюде датируются XIV веком. Рецепт кесады был найден в книге «El Libro del Buen Amor» архиепископа Иты Хуана Руиса, а также в кулинарной книге Роберто де Нолы 1529 года. Изначально его готовили со свежим сыром «пасьего».
Сегодня готовится из свежего творога или йогурта, сахара, масла, пшеничной муки и яиц, а также приправляется лимонной цедрой и корицей. Тесто обычно замешивается до однородной консистенции, а затем выпекается.
Его можно подавать горячим или холодным. Кесада пасьега — любимый десерт в Кантабрии, который едят по разным случаям, от семейных посиделок до особых торжеств. 